# Heavy Rain
Heavy Rain è un videogioco d'avventura sviluppato dallo studio francese Quantic Dream. Il titolo inizialmente era previsto per PlayStation 3, Xbox 360 e Microsoft Windows ma a causa di timori da parte di Microsoft, rimanendo solo Sony Computer Entertainment nel ruolo di editore, il titolo è passato da multipiattaforma a esclusiva PlayStation 3. Heavy Rain è stato annunciato al pubblico e stampa all'E3 2006 sotto forma di una demo intitolata The Casting. È stato pubblicato in Nord America il 23 febbraio 2010 e in Europa il 24 febbraio dello stesso anno.
Heavy Rain: Move Edition è stato pubblicato il 6 ottobre 2010 in Europa e l'8 ottobre negli Stati Uniti d'America.
Una versione per PlayStation 4 fu annunciata il 16 giugno 2015 e fu pubblicata il 2 marzo 2016 nella The Heavy Rain and Beyond: Two Souls Collection. Il 20 marzo 2019 è stato annunciato che il gioco, insieme a Detroit: Become Human e Beyond: Due anime, sarebbe uscito anche su PC, in esclusiva temporale per lo store di Epic Games. La data di pubblicazione è stata poi fissata per il 24 giugno dello stesso anno.
Il gioco è stato ideato dal fondatore di Quantic Dream, David Cage, autore, tra gli altri, di Omikron: The Nomad Soul, Fahrenheit,Beyond: Due anime e Detroit: Become Human.

## Trama
L'inizio del gioco ci apre la visuale sulla vita di quello che è uno dei protagonisti del gioco: Ethan Mars. La vita di Ethan è molto felice e solare assieme a sua moglie Grace e i suoi due figli Jason e Shaun. Un giorno, mentre sono al centro commerciale, Grace decide di comprare un paio di scarpe a Shaun e quindi lascia Jason e Ethan da soli. Il figlio si allontana recandosi verso un venditore di palloncini e il padre, raggiungendolo, gliene compra uno rosso. Subito dopo Jason sparisce di nuovo fra la folla del centro commerciale. Ethan lo ritrova fuori dal centro commerciale, dall'altra parte della strada. Mentre Jason sta attraversando, il padre si accorge che sta per essere investito da un'auto e si butta per salvarlo. Purtroppo il tentativo è inutile, il figlio muore sul colpo e Ethan rimane in coma.
Il gioco riprende due anni dopo l'incidente, nell'ottobre del 2011; le cose per Ethan, che è rimasto in coma per sei mesi e contro ogni previsione si è risvegliato, sono cambiate. Lui e Grace ora sono separati, Ethan vive in una piccola casa in una zona residenziale, niente a che vedere con la lussuosa villa di prima, e cerca di reinstaurare un rapporto col piccolo
Shaun. Da quando si è risvegliato Ethan soffre di attacchi d'ansia quando si trova in mezzo a troppe persone e ha dei momenti in cui sviene anche per ore. Lui li chiama "Black Out", periodi in cui agisce non essendo in sé e di cui non ricorda mai niente, escluse immagini di corpi nell'acqua. Un giorno decide di portare il piccolo Shaun al parco, ma improvvisamente viene colto da un "Black Out". Al suo risveglio Ethan scopre che Shaun è sparito. I sospetti vanno a parare sul Killer degli Origami, un assassino che da anni periodicamente terrorizza la città rapendo bambini dai 9 ai 13 anni, che vengono ritrovati morti dopo quattro o cinque giorni.
Ethan si ritira in un motel per evitare i paparazzi. Riceve una lettera che lo porta ad un armadietto di una stazione, la Lexington Station, dove trova una scatola da scarpe contenente un cellulare, una pistola, e cinque origami rappresentanti degli animali. Nel telefono cellulare ci sono le istruzioni per completare una serie di prove, scritte negli origami. Una volta completate queste ultime verrà reso noto il luogo dove il Killer degli Origami tiene prigioniero Shaun. Le prove diventano via via più difficili e dolorose: il killer chiederà a Ethan di rischiare la vita percorrendo contromano 5 miglia di autostrada, superare un tunnel pieno di vetri taglienti e un reticolato di fili elettrici, tagliarsi la falange di un dito, uccidere un uomo e infine suicidarsi bevendo un veleno che agisce dopo sessanta minuti. Mentre compie queste sfide Ethan incontra un'altra protagonista, Madison Paige, una giornalista sofferente di insonnia cronica che lo aiuta a recuperare le forze e lo sostiene psicologicamente. Madison inizia così la propria indagine alla ricerca dell'assassino dell'origami.
Norman Jayden, un altro protagonista, è un criminologo dell'FBI inviato da Washington in aiuto alla polizia locale. Una volta lì inizia a lavorare con il tenente Carter Blake, un detective violento che arriva anche a picchiare i suoi sospetti pur di ottenere una confessione. I due indagano su dei sospetti, ma infruttuosamente; 
Per risolvere il caso dell'assassino dell'Origami, Norman è stato scelto dall'FBI per testare un'avanzata intelligenza artificiale ancora in fase sperimentale, nota come "ARI" (acronimo di "Added Reality Interface"). Infatti, Jayden indossa spesso degli occhiali da sole scuri, i quali possiedono delle speciali lenti high-tech, che con il supporto di un guanto a sensori lo rendono capace di analizzare velocemente molte prove su una scena del crimine quali impronte, tracce di DNA e persino di individuare molecole di particolari odori presenti nell'aria. ARI permette a Jayden anche di accedere in maniera immediata ai registri del governo e della polizia per identificare qualunque persona tramite le impronte digitali. Un'altra funzione di ARI è quella di aiutare Jayden nelle indagini permettendogli di entrare in una realtà virtuale dove può concentrarsi maggiormente sui dati in suo possesso venendo aiutato dalla IA ad esaminare prove e a trovare corrispondenze circa persone e indirizzi sui quali indaga. Il motivo per cui tale tecnologia è ancora in fase sperimentale, tuttavia, è il fatto che possiede un pericoloso effetto collaterale: se utilizzata regolarmente e per prolungati periodi di tempo, ARI causa violenti attacchi epilettici e convulsioni, che rischiano di portare alla pazzia e persino alla morte la persona che ne fa utilizzo. Pertanto, per tenere tali effetti collaterali sotto controllo, Jayden è costretto ad assumere regolarmente un farmaco che nel gioco viene chiamato "triptocaina", che crea dipendenza proprio come una droga e come tale, se assunta in misura eccessiva può portare ad overdose. Jayden è già dipendente da triptocaina, sebbene stia tentando di superare la sua assuefazione riducendo il consumo di tale sostanza allo stretto necessario, nonostante sia conscio del fatto che meno triptocaina assume, più aumenta il rischio di convulsioni e attacchi epilettici a cui è soggetto a causa del prolungato utilizzo di ARI. 
Nonostante l'assistenza dell'intelligenza artificiale, il caso sembra irrisolvibile a Norman, finché l'ex-moglie di Ethan visita la polizia e li informa dei blackout del marito, il che porta Jayden e Blake dallo psicologo di quest'ultimo. Blake è convinto che Ethan sia l'Assassino dell'Origami, mentre Jayden è scettico, ritenendolo innocente e continuando a seguire una scia di tracce per confermare questa ipotesi.

Norman Jayden indaga nel garage di Mad Jack attraverso la sua tecnologia ARI.

Durante questi eventi, l'investigatore privato Scott Shelby, un altro dei personaggi utilizzabili, inizia ad indagare sul Killer degli Origami, a sua detta per conto di diversi genitori delle vittime, e colleziona diversi oggetti legati all'assassino. La madre di una vittima, Lauren Winter, insiste ad aiutarlo e cerca di risolvere il caso insieme a lui.
A questo punto, lo sviluppo della trama e le fasi di essa varieranno a seconda delle scelte del giocatore, portando comunque alla scoperta univoca del vero Killer degli Origami, ma con diversi finali a seconda delle decisioni prese.

## Epiloghi
Il gioco conta ben 17 filmati di epilogo (è presente anche un diciottesimo, Il Notiziario, ma non conta ai fini del trofeo "Tutti i finali" in quanto viene assegnato automaticamente a fine partita senza nessun requisito), sbloccabili tenendo conto dei personaggi che alla fine del gioco restano in vita o meno e alle scelte fatte in determinati capitoli dell'avventura, c'è anche la guida su come riuscire a terminarli:
- Ethan e Mad (Ethan e Madison): per questo filmato finale Ethan deve indovinare l'indirizzo giusto nel capitolo "Il Topo", Madison deve sopravvivere ed essere perdonata nel capitolo "In Fuga" da Ethan e Shaun deve essere salvato, inoltre Scott deve essere ucciso nel capitolo finale "Il Vecchio Magazzino" (solo quello il punto dove lo stesso Scott può morire). La presenza o l'assenza di Norman Jayden non cambiano affatto questo filmato. Madison ed Ethan hanno iniziato una relazione e vengono mostrati mentre vanno a vedere un nuovo appartamento assieme a Shaun, dove poter iniziare una nuova vita e lasciarsi alle spalle gli eventi accaduti nel gioco.
- La tomba di Ethan (Ethan): per questo filmato finale Ethan deve indovinare l'indirizzo giusto, Madison deve sopravvivere, essere perdonata da Ethan e trovare l'indirizzo del magazzino anche lei mentre Shaun deve essere salvato; la stessa Madison nel capitolo finale "Il Vecchio Magazzino" deve essere fermata nel tentativo di convincere Blake che Ethan non è l'assassino, allo stesso tempo appena Ethan uscirà dal magazzino verrà ucciso dai cecchini dello stesso Blake. Se Norman è presente, bisogna farlo uccidere da Scott cosicché non avrà possibilità di dimostrare a Blake che Ethan è innocente. Ethan è stato ucciso, il finale mostra quindi la sua ex moglie e Shaun visitare la sua tomba, mentre Madison assiste alla scena dalla distanza.
- Un nuovo inizio (Ethan): per questo filmato finale Ethan deve indovinare l'indirizzo giusto, Madison deve morire o non essere perdonata da Ethan e Norman Jayden deve sopravvivere e trovare l'assassino dell'origami attraverso i suoi occhiali tecnologici ARI nel capitolo "Risolvere Il Rompicapo" e Shaun deve essere salvato, inoltre Scott deve essere ucciso. Questo finale è simile a quello di Ethan e Mad, solo che in questa versione Madison non è presente e solo Ethan e Shaun vengono mostrati felici nel nuovo appartamento.
- Origami Blues (Ethan): per questo filmato finale Ethan non deve indovinare l'indirizzo giusto, Madison deve morire o non essere perdonata da Ethan, Norman Jayden deve morire o arrendersi nel cercare l'assassino dell'origami nel capitolo "Risolvere Il Rompicapo" e Shaun non deve essere salvato. Scott non ha niente a che vedere con la soluzione di questo filmato. Ethan appare depresso nel suo appartamento mentre osserva una pistola con sguardo cupo. Ci viene inoltre mostrato che dopo non essere riuscito a salvare Shaun, Ethan ha probabilmente iniziato a perdere sempre più la ragione, dato che possiamo vedere che, proprio come il killer, aveva sviluppato un'ossessione per gli origami avendone costruiti molteplici. L'ultima scena ci mostra che non riuscendo in alcun modo a superare la perdita del figlio, Ethan decide di puntarsi la pistola alla testa per poi fare fuoco.
- Impotente (Ethan): per questo filmato finale Ethan deve arrendersi ed essere arrestato nel capitolo "In Fuga", Madison deve morire o non essere perdonata da Ethan, Norman Jayden deve morire o arrendersi nel cercare l'assassino dell'origami e Shaun non deve essere salvato. Ethan era stato arrestato e non venendo mai scagionato, è stato ritenuto il killer degli origami ed ingiustamente condannato  all'ergastolo. Ethan viene quindi mostrato in prigione, dove, sapendo di aver fallito nel salvare il figlio e anche nel provare la sua innocenza, decide di impiccarsi in cella.
- Innocente (Ethan): per questo filmato finale Ethan deve arrendersi ed essere arrestato, Madison o Norman devono sopravvivere per trovare l'assassino dell'origami e Shaun deve essere salvato. Ethan era stato arrestato in quanto ritenuto il Killer dell'Origami, nonché il rapitore del suo stesso figlio. Tuttavia, dopo che Scott Shelby viene smascherato come il vero rapitore ed assassino seriale, l'innocenza di Ethan viene dimostrata. Sebbene Ethan venga comunque trattenuto in prigione per qualche tempo, a causa dei crimini che era stato costretto a compiere per salvare suo figlio, durante le prove dell'assassino dell'origami, viene infine liberato. Ethan infatti, non aveva compiuto tali crimini di sua volontà ma solo sotto minaccia dell'assassino, perciò dopo una breve pena, viene rilasciato e può finalmente riabbracciare Shaun. Ethan promette al figlio di non lasciarlo mai più, ed in questo finale compare anche la sua ex moglie, Grace, che si scusa con lui per averlo creduto l'assassino e viene quindi lasciato intendere che i due si riappacificano e che Ethan, Grace e Shaun possano in futuro tornare ad essere una famiglia.
- Lacrime nella pioggia (Ethan e Madison): per questo filmato finale Ethan non deve indovinare l'indirizzo giusto, Madison deve sopravvivere ed essere perdonata da Ethan, Norman Jayden deve morire o arrendersi nel cercare l'assassino dell'origami e Shaun non deve essere salvato. Ethan e Madison piangono Shaun al cimitero, visitando la sua tomba. Madison prega Ethan di cercare di voltare pagina ed iniziare una nuova famiglia assieme a lei, ma Ethan non ce la fa e decide quindi di suicidarsi davanti alla tomba del figlio, sparandosi ad una tempia. Il finale termina con Madison che piange sul suo cadavere.
- Caso chiuso (Jayden): per questo filmato finale Norman Jayden deve sopravvivere e trovare l'assassino dell'origami e Shaun deve essere salvato, inoltre Scott deve essere ucciso. Ethan e Madison non hanno niente a che vedere con la soluzione per questo filmato e possono o meno aiutare Jayden a salvare Shaun e ad uccidere Scott. È importante notare che durante le indagini, Jayden non deve accusare Blake quando gli viene data l'opzione di farlo ma deve scegliere di continuare le indagini. Norman Jayden ha risolto il caso dell'assassino dell'origami, riuscendo a salvare Shaun Mars e ad uccidere Scott Shelby, il Killer, ponendo fine alla serie di rapimenti e omicidi compiuti da quest'ultimo. A seguito di ciò, Jayden diviene un eroe agli occhi dell'opinione pubblica, infatti, gli verranno dedicate copertine di giornali e riceverà persino inviti a Talk Show per parlare di come ha risolto il caso. Grazie a tutto questo, Norman inizia a sentirsi sempre più importante e sicuro di sé, decidendo quindi di liberarsi definitivamente della triptocaina, non volendo più essere schiavo di tale sostanza e credendo di poter controllare ARI con la sua sola forza di volontà. L'ultima scena di questo finale ci mostra Jayden che ha ricevuto una promozione dai suoi superiori dell'FBI e possiede ora un suo ufficio privato a Washington. Tuttavia un giorno, mentre Norman lavora utilizzando ARI, inizia improvvisamente a vedere degli strani piccoli carri armati salire sulla sua scrivania e decide quindi di prendersi una pausa, togliendosi gli occhiali per uscire dalla realtà virtuale. Nonostante ciò, le allucinazioni continuano, il che fa capire a Jayden di non essere affatto in grado di controllare ARI senza la triptocaina e di star lentamente perdendo la ragione.
- Integrato (Jayden): per questo filmato finale occorre esclusivamente che Norman Jayden muoia durante il gioco. Per il resto si può fare come si vuole. Il commissario di polizia Perry si reca al funerale di Jayden a Washington, mentre il tenente Carter Blake, che lo detestava, rimane in ufficio e decide di indossare gli occhiali da sole di Norman. Blake scopre così la loro reale funzione, ritrovandosi nella realtà virtuale di ARI. Ci viene mostrato che Norman Jayden aveva memorizzato la sua coscienza e personalità nell'intelligenza artificiale, ed il finale termina con uno spaventato Blake che si ritrova faccia a faccia con una copia virtuale di Jayden.
- Attraverso lo specchio (Jayden): per questo filmato finale Norman Jayden deve sopravvivere e arrendersi nel cercare l'assassino dell'origami e Shaun non deve essere salvato. Deluso per il suo fallimento nelle indagini, Jayden si isola nella realtà virtuale di ARI dove parla con la sua stessa coscienza che ha caricato nell'intelligenza artificiale. Dopo aver parlato dei suoi dubbi e dei suoi timori con una versione virtuale di se stesso, inizia a sentirsi male avendo utilizzato ARI per troppo tempo. La scena finale ci mostra Jayden collassare al suolo nella sua camera d'hotel.
- Dimissioni (Jayden): per questo filmato finale Norman Jayden deve sopravvivere e arrendersi nel cercare l'assassino dell'origami, Ethan o Madison devono salvare Shaun e Scott deve essere ucciso. Amareggiato per aver fallito nel risolvere il caso nonostante il supporto di ARI, Jayden decide di chiedere le dimissioni dall'FBI, riconsegnando gli occhiali della realtà virtuale ai suoi superiori e liberandosi così anche dalla sua dipendenza da triptocaina.
- Eroina (Madison): per questo filmato finale Madison deve sopravvivere e non essere perdonata da Ethan, Ethan non deve indovinare l'indirizzo giusto o venire arrestato, Norman Jayden deve collaborare con Madison per salvare Shaun ed eliminare Scott, oppure deve morire o arrendersi. Madison riceve il premio Pulitzer come giornalista per le sue indagini e per aver fermato l'assassino dell'origami (da sola o assieme a Jayden), venendo invitata a molti Talk Show per parlare del suo nuovo libro autobiografico basato sulla vicenda, intitolato "Heavy Rain". Tuttavia ad una firma autografi del suo libro, tra i suoi vari fan ed ammiratori, si presenta un certo Vincent, il quale afferma che Madison merita un avversario migliore e più feroce del Killer degli Origami. Madison alza gli occhi dal suo libro per vedere chi fosse questo Vincent, ma costui sembra essere svanito nel nulla, il che fa pensare che fosse solo una sua immaginazione dovuta al trauma degli eventi ai quali è sopravvissuta nel gioco. Tuttavia, viene comunque lasciato il dubbio sul fatto che un nuovo serial killer possa fare la sua comparsa e che voglia mettere alla prova le abilità di Madison.
- Ritorno all'oblio (Madison): per questo filmato finale Madison deve sopravvivere e non essere perdonata da Ethan, Ethan non deve indovinare l'indirizzo giusto o venire arrestato. Madison non deve trovare l'indirizzo dove si trova Shaun mentre i destini di Jayden e Shaun non influiscono su tale finale. Madison è tornata al suo appartamento dove, come all'inizio del gioco, non riesce a prendere sonno. A causa di ciò e dei traumi che ha subito, si è rinchiusa a casa dove sta perdendo la ragione, essendo continuamente tormentata da allucinazioni ed incubi  di persone mascherate che tentano di farle del male.
- Mad è morta (Madison): per questo filmato finale occorre esclusivamente che Madison muoia durante il gioco. Per il resto si può fare come si vuole. Una giornalista annuncia la notizia della morte di Madison Paige dal cimitero. Se Ethan era rimasto in buoni rapporti con lei si può vedere anche lui presente al cimitero che osserva la tomba di Madison con sguardo cupo.
- Tomba dell'origami (Scott): per questo filmato finale occorre che almeno uno dei tre protagonisti (Norman Jayden, Madison e Ethan) riesca ad uccidere Scott e salvare Shaun nel capitolo "Il Vecchio Magazzino". Dopo essere stato ucciso da Jayden, Ethan o Madison (in base alle scelte compiute durante la storia dal giocatore), Scott Shelby è stato sepolto nello stesso cimitero di suo fratello John Sheppard. Se Lauren è viva, verrà mostrata visitare il cimitero dicendo che non può provare altro che disprezzo e disgusto per ciò che Scott le ha fatto, sputando sulla tomba di quest'ultimo.
- Crimine perfetto (Scott): per questo filmato finale nessuno dei tre protagonisti deve uccidere Scott, non importa se Shaun viene salvato o meno. Inoltre Scott, nel capitolo "In Trappola", non deve slegare Lauren prima di fuggire dall'auto sommersa dall'acqua, in modo tale da farla morire affogata. Scott viene mostrato ancora a piede libero che si aggira per le strade, in fuga dalla polizia (se la sua identità di Killer degli Origami è stata svelata all opinione pubblica) o a caccia di una nuova vittima (nel caso gli altri protagonisti abbiano non solo fallito nell'eliminarlo, ma anche nello smascherare la sua identità o siano stati uccisi prima che potessero rivelare tale informazione alla polizia).
- La vendetta di una madre (Scott): per questo filmato finale nessuno dei tre protagonisti deve uccidere Scott, mentre la sopravvivenza di Shaun non influisce sul finale. Inoltre Scott nel capitolo "In Trappola" deve slegare Lauren, per salvarla prima di fuggire dall'auto sommersa dall'acqua. Scott era quasi riuscito a farla franca, sfuggendo a Jayden, Ethan e Madison e alla polizia, tuttavia, Lauren dirà di aver contattato le famiglie delle altre vittime dell'assassino dell'origami e di aver scoperto che nessuna di esse aveva assunto Scott come investigatore privato e di aver capito quindi che era lui stesso il killer. Scott infatti visitava tali famiglie per coprire le sue tracce e disfarsi di potenziali prove che potevano ricondurre a lui. Lauren affermerà di aver giurato che avrebbe ucciso l'assassino di suo figlio e manterrà la promessa: l'ultima scena di questo finale, infatti, ci mostra Lauren armata di pistola che uccide Scott.

Se si ottengono tutti e 17 gli epiloghi allora si otterrà il trofeo d'oro (ovviamente in PS3/PS4) TUTTI I FINALI. È inoltre possibile ottenere diverse combinazioni di questi finali, in quanto ogni personaggio ha un proprio epilogo in base alle scelte che il giocatore ha intrapreso nei suoi panni.

## Sviluppo
Quantic Dream ha iniziato a lavorare su Heavy Rain nel febbraio 2006. Il progetto è stato annunciato il 7 maggio 2006, e tre giorni più tardi è stato presentato all'E³ sotto forma di demo da Sony Computer Entertainment America. La demo, intitolata The Casting, ha come protagonista un attore virtuale e venivano rappresentate delle caratteristiche del gioco e il motore del video che durava 5 minuti, anche se la storia della demo non aveva niente a che fare con la storia di Heavy Rain. Inizialmente annunciato per la fine del 2009, il gioco è stato posticipato per evitare il periodo natalizio.
Nel 2007 è apparso un poster di Heavy Rain nel sito in costruzione di Quantic Dream. Nel poster possiamo notare un origami insanguinato che gocciola da uno dei suoi angoli, e sotto la scritta di Heavy Rain il sottotitolo The Origami Killer. Possiamo osservare anche una lista di attori (presumibilmente virtuale), essi sono (Ethan Mars, Scott Shelby, Madison Paige, Norman Jayden), e un motto: "How far are you prepared to go to save someone you love?", tradotto in italiano: ("Fino a che punto vi spingereste per salvare qualcuno che amate?"). Questo poster si può guardare tramite il sito di Quantic Dream.
Al Gamecon 2009, Quantic Dream ha rivelato i due e ultimi personaggi presenti in Heavy Rain, Scott Shelby e Ethan. Durante la conferenza è stato mostrato un nuovo video. Nell'ottobre 2009, Guillaume de Fondaumiere, produttore esecutivo di Heavy Rain, aveva confermato che nel gioco potevano essere presenti alcune censure in diverse regioni, a causa di elementi forti tipo droghe, scene di sesso e alcool. Tuttavia, Sony ha confermato che Heavy Rain non subirà nessun tipo di censura.
Sony ha annunciato durante il CES 2010 le date ufficiali di Heavy Rain. Il 21 gennaio 2010, Sony annuncia che la demo di Heavy Rain sarà disponibile a partire dall'11 febbraio 2010 sul PlayStation Store. Una demo del gioco è stata distribuita anticipatamente per quelli che hanno partecipato al gioco Quattro giorni.
Il 26 gennaio 2010, è iniziato un gioco online sul sito ufficiale dei Quantic Dream dalla durata di tre settimane. Gli utenti dovevano cercare di individuare l'Origami Killer. Per la versione europea è stato possibile ottenere vari premi, come una maglietta usabile su PlayStation Home e la demo del gioco (in anticipo di qualche giorno prima della release ufficiale sullo Store). Un ulteriore premio, solo per quelli che avevano indovinato l'identità del killer, è stato pubblicato alcune settimane dopo la fine del gioco, e consisteva in una mail contenente un codice per riscattare da PlayStation Network il tema dinamico Heavy Rain Mars Dynamic Theme per la XMB (Xross Media Bar).
All'E³ 2010, Sony ha dichiarato che Heavy Rain avrebbe avuto il supporto al PlayStation Move tramite patch il 22 settembre 2010. Oltre a questo, è stata pubblicata anche una nuova edizione intitolata Heavy Rain Move Edition, disponibile dall'8 ottobre 2010.

### Demo pubblica
L'11 febbraio 2010 è stata commercializzata una demo giocabile tramite un codice promozionale con il gioco Quattro Giorni. La demo ha a disposizione due personaggi giocabili e sono: il detective privato Scott Shelby e l'agente dell'FBI, Norman Jayden, che cercano individualmente di rintracciare l'assassino dell'origami attraverso l'interrogatorio dei testimoni convenzionali e di indagare sulla scena del crimine. La demo non rileva nessuna parte della trama e si inizia con Scott Shelby in cui va a trovare in un hotel di nome "Sleaze Hotel" una donna di nome Lauren, il cui figlio è stato vittima dell'origami killer. Il secondo personaggio giocabile è Norman Jayden che appare in una scena del crimine in cerca di indizi. La demo viene accompagnata da un trailer, contenente alcuni filmati dei quattro personaggi.

### The Casting
The Casting, mostrato all'E3 2006 sotto forma di demo, dura 5 minuti ma non risulta giocabile. La demo gira sulla console della PlayStation 3 in una risoluzione dello schermo di 720p. La demo, raffigurante la presentazione virtuale di un'attrice dai lineamenti che ricordano quelli del personaggio di Lauren Winter, mostra numerose espressioni del viso e varie caratteristiche tecniche del motore di gioco, tutte incorporate in un breve racconto emotivo. Tuttavia, la trama della demo non ha nulla a che fare con la storia di Heavy Rain, anche se il breve racconto è stato scritto e diretto dallo stesso David Cage (il direttore di gioco). È possibile visionare The Casting all'interno della sezione Bonus del disco di gioco.

### Tecnologia
Da un punto di vista tecnico e tecnologico, possiamo notare delle notevoli caratteristiche dal video di The Casting in cui comprendono il viso della faccia con la cattura del movimento, le lacrime, le rughe sul viso, la tonalità della pelle ecc, e alcune funzionalità avanzate come ad esempio la profondità di campo, le armoniche sferiche, l'esposizione automatica e il rendering ad alta gamma dinamica. La tecnologia consente delle animazioni di dilatazione degli occhi, la lingua, gli occhi, le mani, i capelli e dinamica con la fisica. La fisica dei capelli è stata ottenuta con l'uso di PhysX di AGEIA (NVIDIA). Il moto del viso è stato registrato utilizzando Vicon Peak MX40 con delle telecamere di sistema, ed è stato potenziato con un sistema muscolare.

## Protagonisti
I personaggi giocabili sono quattro:
- Ethan Mars: doppiato nella versione italiana da Pino Insegno e interpretato da Pascal Langdale in quella originale. Architetto, sta vivendo un periodo molto difficile, ha perso suo figlio Jason in un tragico incidente ed è separato dalla moglie. Soffre di depressione e ha alcuni blackout di memoria. Tuttavia cercherà di rifarsi una nuova vita. Ha 38 anni.
- Scott Shelby: doppiato nella versione italiana da Gianni Gaude e interpretato da Sam Douglas in quella originale. Investigatore privato, lavorerà al caso dell'assassino degli origami, assunto dalle famiglie dei bambini uccisi. Soffre di crisi d'asma. Ha 48 anni.
- Norman Jayden: doppiato nella versione italiana da Alessandro Rigotti e interpretato da Leon Ockenden in quella originale. Criminologo dell'FBI, è stato chiamato dalla polizia locale per aiutarli a catturare il noto serial killer degli origami. Soffre di tossicodipendenza. Ha 34 anni.
- Madison Paige: nella versione originale è interpretata da Jacqui Ainsley e doppiata da Judi Beecher, mentre in quella italiana da Claudia Gerini. È una giovane giornalista che ha frequenti crisi d'insonnia, alle quali pone rimedio andando a dormire nei motel, dove riesce a prendere sonno. Proprio in un motel incontra Ethan e da quel momento comincia ad indagare sul caso misterioso. Ha 27 anni.

Nella storia vengono coinvolti anche altri due personaggi non giocabili:
- Lauren Winter: doppiata nella versione italiana da Jolanda Granato. Madre dell'ultima vittima dell'assassino degli origami, nonostante le iniziali diffidenze durante il corso della storia si lega molto con Shelby fino a instaurare una relazione con lui. Ha 35 anni.
- Carter Blake: doppiato nella versione italiana da Matteo Zanotti e doppiato ed interpretato nella versione originale da Mike Powers. Tenente della polizia che lavorerà con l'agente Norman Jayden per sventare l'assassino degli origami e ritrovare il piccolo Shaun Mars. Ha 48 anni.

Nel corso della storia verranno anche incontrati personaggi che aiuteranno nelle indagini e saranno al corrente dell'assassino dell'origami:
- Susan Bowles: madre di una delle vittime dell'assassino dell'origami, viene trovata malridotta da Scott a casa sua, ella aveva intenzione di suicidarsi dato che il figlio Jeremy Bowles (che verrà trovato morto nella prima missione di Norman Jayden) è stato ucciso, Scott baderà alla sua piccola figlia Emily e poi si porterà via un telefonino lasciato nel cassetto della casa dall'assassino stesso. Ha 33 anni.
- Manfred: doppiato da Riccardo Peroni nella versione italiana. È un amico di vecchia data di Scott ed è proprietario di un negozio di riparazioni di macchine da scrivere e orologi. Scott e Lauren vi si recano per avere informazioni riguardo alla macchina da scrivere con cui è stata scritta la lettera recapitata dal marito della donna. Ha 68 anni.
- Gordi Kramer: uno dei sospettati da parte di Scott, egli prende in giro l'investigatore privato dicendogli di essere lui l'assassino dell'origami, lui pensa che stia giocando e poi se ne va avvertendolo di ciò che può fare. Ha 25 anni.
- Charles Kramer: doppiato da Riccardo Rovatti nella versione italiana. Padre di Gordi, all'inizio stringerà un'amicizia con Scott ma quando viene a sapere che Scott indaga sul figlio per vedere se fosse lui l'assassino dell'origami, Charles gli ordina di terminare le indagini, Scott però cercherà di indagare a sua insaputa. Ha 66 anni
- Adrian Baker: doppiato da Oliviero Corbetta nella versione italiana. Uomo che ha affittato degli appartamenti con il permesso dell'assassino dell'origami, ad indagarlo è Madison, la quale cercherà di vedere tutti i suoi sospetti ma poi lui si ribellerà e cercherà di ucciderla. Ha 64 anni.
- Mad Jack: doppiato da Dario Oppido nella versione italiana. Il suo vero nome è Jackson Neville, è il proprietario dell'autodemolizioni nel quale l'assassino dell'origami acquistò la sua macchina, un tipo piuttosto freddo e sinistro al quale a fare visita andrà Norman, egli alla fine delle indagini verrà attaccato dallo stesso Mad Jack che cercherà, per motivi di rottura, di uccidere. Ha 29 anni.
- Paco Mendes: membro ufficiale della grande discoteca cittadina Blue Lagoon, di evidenti origini sud-americane, è un amico del dottore che acquistava appartamenti all'assassino dell'origami, a fargli visita sarà Madison, ella gli farà credere di essere una ballerina e poi, dopo averlo stordito e legato alla sedia del suo ufficio, Madison gli chiederà spiegazioni sull'assassino stesso. Ha 36 anni.
- Ann Sheppard: doppiata nella versione italiana da Giuliana Nanni. La madre di Scott, lasciò il padre, venuto a sapere che la causa è sua se egli è scappato di casa e dopo essere ormai diventata anziana e in punto di andare incontro alla morte, spiegherà tutto il necessario di Scott a Madison. Ha 70 anni.

## Heavy Rain Chronicles
Sono stati annunciati quattro DLC per Heavy Rain, ognuno riguardante il passato di uno specifico personaggio. La prima storia è dedicata a Madison Paige, ed è intitolata "L'imbalsamatore": era ottenibile, inizialmente, solo acquistando la Special Edition del gioco ed inserendo nel PlayStation Store l'apposito codice. In seguito lo stesso DLC è stato reso acquistabile dal PlayStation Store al costo di 3,99€. Il DLC, sorprendentemente, non è stato incluso nella versione per PlayStation 4.
All'inizio dovevano essere 3, ma ne è stato pubblicato solo uno poiché il team si è concentrato sulla Move edition, ma da allora non si hanno avuto più notizie sui DLC.

## Trofei
In Heavy Rain, contrariamente alla maggior parte degli altri titoli per PlayStation 3, quasi tutti i trofei sono segnati come "nascosti" e vengono sbloccati solo al termine di un capitolo anziché nel momento stesso in cui viene guadagnato al fine di non influenzare le scelte del giocatore.

## Special Edition
Sony ha commercializzato anche un'edizione da collezionisti per Heavy Rain destinata esclusivamente all'Europa, che includeva:
- Un tema dinamico esclusivo per la XMB.
- La colonna sonora ufficiale del gioco.
- Il primo episodio riguardante la serie dei DLC, intitolati Heavy Rain Chronicles, che narrerà le vicende di Madison Paige e che in seguito uscirà sul PlayStation Store. L'episodio intitolato The Taxidermist è stato già mostrato in occasione della GDC 2008.

L'edizione è stata venduta nel Regno Unito dal venditore HMV, mentre in Italia è stata messa in vendita da GameStop.
In Italia era disponibile la Special Edition, che conteneva, oltre al gioco, uno Special Pack, lo sfondo dinamico personalizzato, Chronicles n.1 (il primo di 4 episodi aggiuntivi che ampliano l'esperienza di gioco) e la colonna sonora del gioco (il tutto sotto forma di materiale scaricabile dallo Store). La colonna sonora è stata resa disponibile sullo store a partire dal 4 marzo 2010 per tutti quelli che utilizzeranno il voucher a partire da quella data, mentre chi ha riscattato il codice prima deve contattare l'assistenza per ricevere informazioni al riguardo.

## Accoglienza
| Pubblicazione                      | Voto   |
| ---------------------------------- | ------ |
| GamesNow.it                        | 8      |
| 1UP.com                            | A-     |
| EDGE                               | 7/10   |
| Eurogamer                          | 9/10   |
| Famitsu                            | 37/40  |
| Game Informer                      | 9.5/10 |
| GamePro                            | 5/5    |
| GamesMaster                        | 91%    |
| GameSpy                            | 5/5    |
| GameTrailers                       | 8.9/10 |
| GamingXP                           | 9.2/10 |
| IGN                                | 9.0/10 |
| Official PlayStation Magazine (UK) | 9/10   |
| Official PlayStation Magazine (US) | 5/5    |
| SpazioGames                        | 9/10   |

| Metarecensioni | Voto   |
| -------------- | ------ |
| GameRankings   | 90.44% |
| Metacritic     | 87/100 |

La rivista Play Generation lo classificò come il settimo migliore titolo d'avventura del 2010.

### Vendite
Heavy Rain è stato uno dei giochi più prenotati del 2010, con quasi 90 000 copie nei soli Stati Uniti. L'8 marzo 2011 il direttore dei Quantic Dream, David Cage, ha annunciato che Heavy Rain ha venduto in tutto il mondo un totale di 2 milioni di copie. Successivamente, a distanza di svariati anni, Heavy Rain ha venduto oltre 2,60 milioni di copie in tutto il mondo, diventando uno dei titoli più di successo su PlayStation 3.
Al Digital Dragons 2013, Cage ha annunciato che la Sony ha guadagnato più di €100 milioni con il videogioco. Nel maggio 2017, Quantic Dream ha annunciato che le vendite collettive tra le due piattaforme, PlayStation 3 e PlayStation 4, avevano superano le 4,5 milioni di unità in tutto il mondo.

## Altri media
La New Line Cinema ha opzionato i diritti per una trasposizione cinematografica pochi giorni dopo la distribuzione della demo all'E3 2006. Tuttavia al riguardo non si hanno più notizie.
Un contenuto scaricabile per il videogioco LittleBigPlanet rende disponibili alcuni costumi ispirati ai personaggi di Heavy Rain.